# Reagir Incluir Reciclar
Reagir Incluir Reciclar è un partito politico portoghese fondato nel 2019 da Vitorino Silva..

## Ideologia
Il partito si presenta come un partito umanista, ambientalista ed europeista con lo scopo di riavvicinare il popolo alla politica.

## Risultati elettorali

### Elezioni parlamentari
| Elezione                  | Voti   | %    | Seggi   |
| ------------------------- | ------ | ---- | ------- |
| Elezioni legislative 2019 | 35 139 | 0,7  | 0 / 230 |
| Elezioni legislative 2022 | 22 553 | 0,42 | 0 / 230 |
| Elezioni legislative 2024 | 25 482 | 0,43 | 0 / 230 |

### Elezioni presidenziali
| Anno | Candidato supportato | 1º Turno | 1º Turno |
| Anno | Candidato supportato | Voti     | %        |
| ---- | -------------------- | -------- | -------- |
| 2019 | Vitorino Silva       | 122.743  | 2,94(7º) |